# Cheng Ming
Cheng Ming (xinès: 程 明, pinyin: Cheng Ming, nascuda l'11 de febrer de 1986) és una arquera xinesa. En els Jocs Olímpics de 2012 va competir pel seu país en l'esdeveniment per equips femenins.